# Lauri Kristian Relander

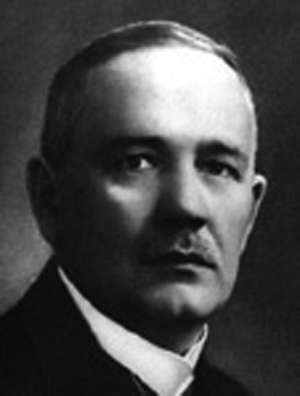

Lauri Kristian Relander (Kurkijoki, 31 maart 1883 - Helsinki, 9 februari 1942) was een Fins politicus. Van 1925 tot 1931 was hij de tweede president van Finland. Hij werd geboren als Lars Kristian Relander, maar hij finlandiseerde zijn naam tot Lauri Kristian Relander.
Relanders vader was onderwijzer en later directeur van een agrarische school. Relander volgde middelbaar onderwijs in Kurkijoki en bezocht daarna de agrarische hogeschool van Kurkijoki waar hij landbouwkunde studeerde. Nadien studeerde hij landbouwkunde aan de Universiteit van Helsinki. Vanaf 1908 was hij assistent hoogleraar. In 1914 behaalde hij tevens een doctoraat in de filosofie.
In 1906 sloot Relander zich aan bij de Finse Agrarische Partij (thans Centrumpartij geheten). In 1910 werd hij voor de agrariërs in de Diet (parlement) gekozen. In 1917 werd hij opnieuw in het parlement gekozen. Hij was toen inmiddels al een van de leiders van de Finse Agrarische Partij. Van 1919 tot 1920 was hij voorzitter van het parlement. Van 1920 tot 1925 was hij gouverneur van Viipuri.
Op 1 maart 1925 werd hij tot president van Finland gekozen. Hij volgde de ervaren Kaarlo Juho Ståhlberg op. Relander bezat weinig ervaring als bestuurder en hij was met 42 jaar vrij jong. Tijdens zijn ambtstermijn werd Finland voornamelijk geregeerd door minderheidskabinetten. Relander zette zich persoonlijk in voor een Baltisch gemenebest. Zijn opvolgers kozen echter voor een op Scandinavische landen (voornamelijk Zweden) gerichte koers. Relander wordt gezien als een niet al te krachtige president.
Relander stelde zich niet meer kandidaat voor de presidentsverkiezingen van 1931. Op 1 maart 1931 volgde Pehr Svinhufvud (van de Nationale Coalitie Partij) hem als president op.
Relander was na zijn presidentschap directeur van een brandverzekeringsmaatschappij voor agrariërs.
Relander overleed aan de gevolgen van hartfalen.